# 丙底镇
丙底镇，原为丙底乡，是中华人民共和国四川省凉山彝族自治州金阳县下辖的一个乡镇级行政单位。2021年1月12日，撤销依达乡和丙底乡，设立丙底镇。以原依达乡和原丙底乡所属行政区域为丙底镇的行政区域。

## 行政区划
丙底镇下辖以下地区：
丙底洛村、沙洛依达村、布洛村、木尼古尔村和打古洛村。